# Seberi
Seberi är en kommun i Brasilien.   Den ligger i delstaten Rio Grande do Sul, i den södra delen av landet, 1 400 km söder om huvudstaden Brasília. Antalet invånare är 10 902.
Trakten runt Seberi består till största delen av jordbruksmark. Runt Seberi är det ganska glesbefolkat, med 38 invånare per kvadratkilometer.